# Verija
Verija je naseljeno mjesto u sastavu općine Bosanska Dubica, Republika Srpska, BiH.

## Stanovništvo
| Verija             |              |
| godina popisa      | 1991.        |
| Srbi               | 119 (90,84%) |
| Hrvati             | 0            |
| Muslimani          | 2 (1,53%)    |
| Jugoslaveni        | 9 (6,87%)    |
| ostali i nepoznato | 1 (0,76%)    |
| ukupno             | 131          |